# Vasilij Grigorjev
Vasilij Vasiljevitj Grigorjev (ryska: Василий Васильевич Григорьев), född 15 mars (g.s.) / 27 mars (n.s.) 1816, död 19 december (g.s.) / 31 december (n.s.) 1881, var en rysk filolog och arkeolog.
Grigorjev blev 1836 docent i persiska språket vid Sankt Petersburgs universitet och 1838 professor i österländska språk vid Richelieu-lyceet i Odessa, där han stiftade Sällskapet för historia och fornforskning. Efter att 1852–1863 ha varit generalguvernör i Orenburg fick han anställning som professor vid orientaliska fakulteten i Sankt Petersburg 1863 och blev 1867 preses i arkeologiska sällskapets orientaliska sektion. Bland hans arbeten märks en samling smärre uppsatser med titeln Rossija i Azija (1876; Ryssland och Asien) samt On the Patan Coins of India, Found in the Ruins of Sarai.